# Richard Clayderman
Richard Clayderman (født Philippe Pagès 28. december 1953) er en fransk pianist. Han har indspillet over 1300 melodier og har udgivet adskillige albums. Blandt værkerne er det musik lavet af andre komponister, samt hans egne instrumentale fortolkninger af popmusik.
Clayderman er særligt kendt for kompositionen Ballade pour Adeline, udgivet tilbage i 1976. Den var oprindeligt komponeret af produceren Paul de Senneville, som en hyldest til hans datter Adeline. Sammen med sin ven Olivier Toussaint inviterede de den dengang 23-årige pianist til at indspille en simpel instrumental version af værket. Philippe Pagès' navn blev ændret til Richard Clayderman. Han tog sin oldemors efternavn for at undgå forkert udtale af hans rigtige navn uden for Frankrig. Singlen solgte omkring 22 millioner eksemplarer i 38 lande.